# Jean-Baptiste Vallé
Jean-Baptiste Vallé, född 25 september 1760 i Kaskaskia, Illinois, död 3 augusti 1849 i Ste. Genevieve, Missouri, var en franskspråkig entreprenör, milisofficer och fredsdomare verksam i Ste. Genevieve.

## Offentliga värv

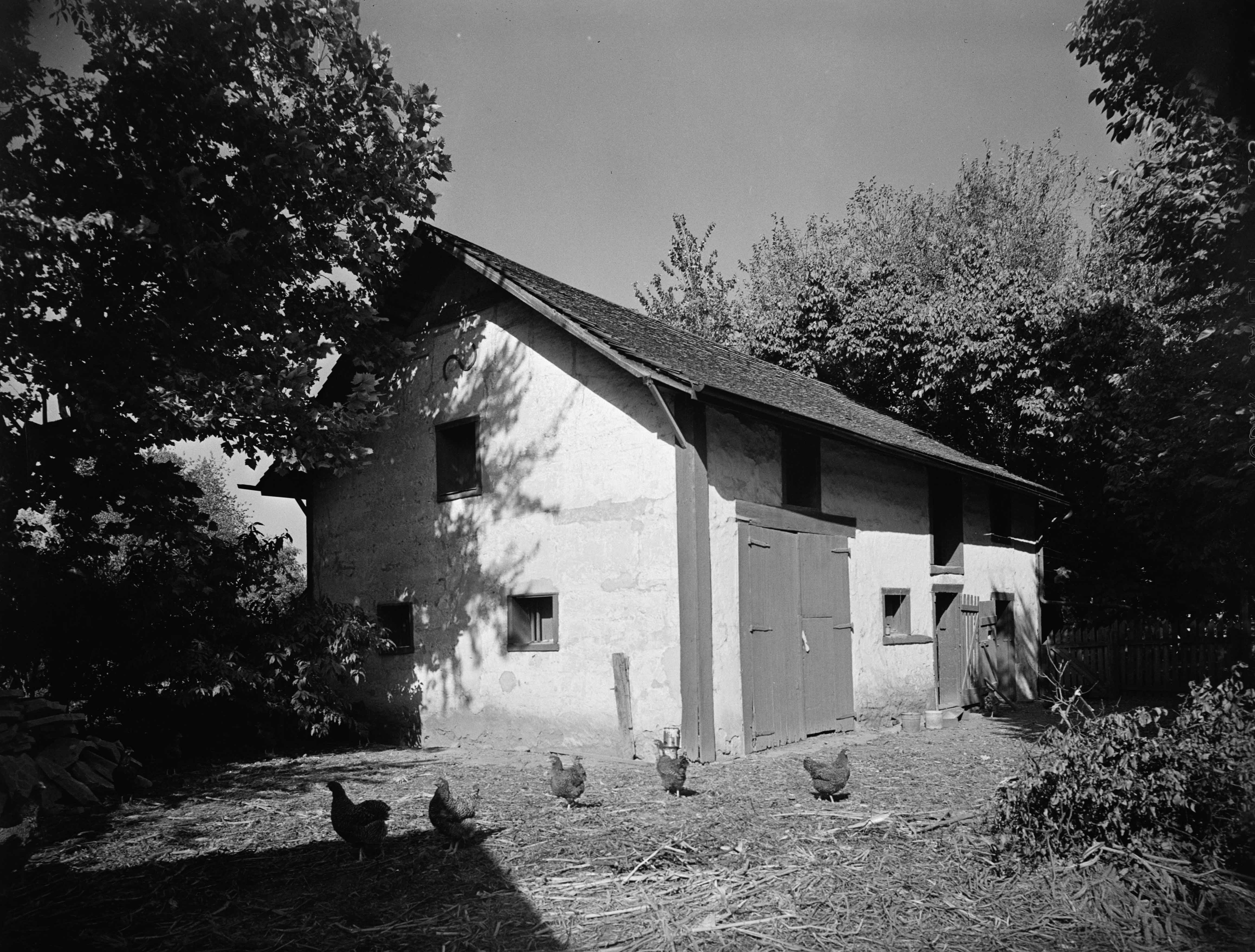
Jean Baptiste Vallés ladugård i Ste. Genevieve.

Under det amerikanska frihetskriget var Jean-Baptiste Vallé officer i den spanska milisen i Ste. Genevieve och deltog som sådan i expeditionen till St. Louis 1780 för att undsätta staden vilken utsatts för ett brittiskt-indianskt anfall. När Louisiana blev amerikansk 1804 tjänstgjorde han under ett år som lokal amerikansk kommendant. Han blev sedan amerikansk fredsdomare. 

## Affärer
Jean-Baptiste Vallé var i kompanjonskap med sin äldre bror. Firman var aktiv i en hel rad områden, som jordbruk, blygruvor, saltframställning, slavhandel och handel. Den producerade vete, majs, tobak, salt och bly till avsalu och levererade bland annat till Auguste Chouteau i St. Louis. Han handlade även med områdets indianer. År 1817 bildade han handelsbolaget Menard & Vallé med sin kusin Pierre Menard  i Kaskaskia, Illinois. Vallé ägde personligen 38 slavar.   

## Familjeförhållanden
Jean-Baptiste Vallé var son till Francois Charles Vallé, Sr., en kanadensare vilken flyttade till Ste. Genevieve 1749 för att eхploatera områdets blytillgångar, och dennes hustru Marianne Billeron, vilken var född i Kaskaskia. Familjen intog en framstående ställning lokalt och fadern var vid sidan av sin övriga verksamhet både brottmåls- och civilmålsdomare. Jean-Baptiste Vallé gifte sig själv 1783 med Marie-Jeanne Barbeau från Prairie Du Rocher, Illinois. De hade fyra söner, Jean-Baptiste, Francois, Louis och Feliх.   